# Гейнсвілл (Флорида)
Ґе́йнсвілл (англ. Gainesville) — місто (англ. city) в США, в окрузі Алачуа на півночі штату Флорида, усередині півострову Флорида. Населення — 141 085 осіб (2020); агломерації — 260 690 осіб (2009 рік). Засноване в 1869.

## Історія

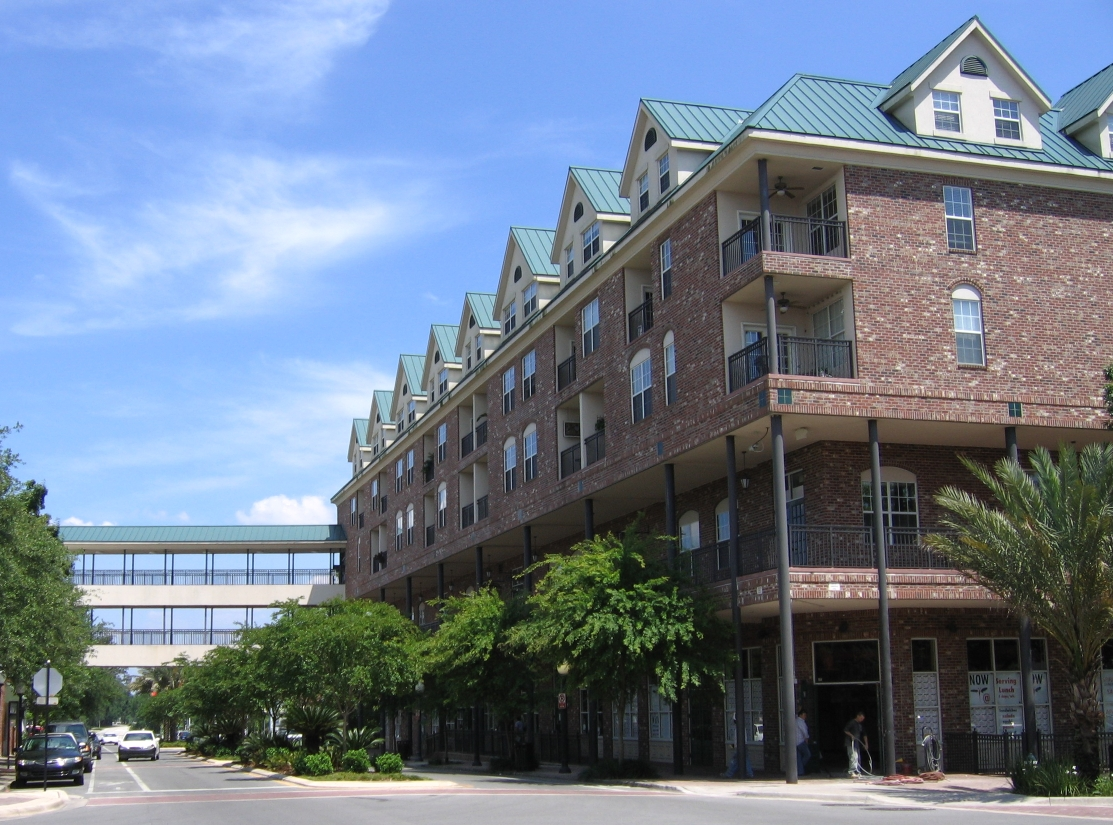
Центр Ґейнсвілля

Місцевість Ґейнсвілла здавна була центром археологічної культури Алачуа (700–1700 роки), яка у свою чергу була наступницею культури Вудланд східної частини США. Гейнсвілл був центром племені Потано з народу Тімукуа. Іспанці тримали тут худобу. Але у 18 сторіччі після набігів британських колоністів з провінції Кароліна й їх індіанських спільників тут оселилися семіноли, що прозвалися алачуа.
Ґейнсвілл є домом для одного з найбільших університетів США — Університету Флориди. Також у місті Санта-Фе коледж. Гейнсвілл відзначений як одне з найкращих місць, щоб жити й розважатися. Гейнсвілл розташований у 1,5-годинній відстані від Орландо й Джексонвілла, й у 5-годинній — від Атланти й Маямі.

## Географія
Гейнсвілл розташований за координатами 29°40′44″ пн. ш. 82°20′45″ зх. д. / 29.67889° пн. ш. 82.34583° зх. д. (29.678831, -82.345878).  За даними Бюро перепису населення США в 2010 році місто мало площу 161,60 км², з яких 158,78 км² — суходіл та 2,82 км² — водойми.

### Клімат
Середньодобова температура липня — +28 °C, січня — +13 °C. Щорічні опади — 1260 мм з піком на травень-вересень й січень-березень місяці.
| Клімат : Гейнсвілл      | Клімат : Гейнсвілл | Клімат : Гейнсвілл | Клімат : Гейнсвілл | Клімат : Гейнсвілл | Клімат : Гейнсвілл | Клімат : Гейнсвілл | Клімат : Гейнсвілл | Клімат : Гейнсвілл | Клімат : Гейнсвілл | Клімат : Гейнсвілл | Клімат : Гейнсвілл | Клімат : Гейнсвілл | Клімат : Гейнсвілл |
| Показник                | Січ.               | Лют.               | Бер.               | Квіт.              | Трав.              | Черв.              | Лип.               | Серп.              | Вер.               | Жовт.              | Лист.              | Груд.              | Рік                |
| Абсолютний максимум, °C | 31,7               | 32,8               | 35,6               | 35,6               | 38,9               | 40,0               | 38,9               | 39,4               | 37,2               | 35,6               | 32,8               | 30,6               | 40,0               |
| Середній максимум, °C   | 19,0               | 20,9               | 23,7               | 26,8               | 30,5               | 32,2               | 32,7               | 32,3               | 30,8               | 27,4               | 23,6               | 19,9               | 26,7               |
| Середня температура, °C | 12,4               | 14,2               | 16,8               | 19,8               | 23,7               | 26,5               | 27,3               | 27,2               | 25,7               | 21,6               | 17,1               | 13,4               | 20,5               |
| Середній мінімум, °C    | 5,7                | 7,4                | 10,0               | 12,7               | 16,9               | 20,7               | 21,9               | 22,0               | 20,6               | 15,8               | 10,6               | 6,9                | 14,3               |
| Абсолютний мінімум, °C  | −12,2              | −14,4              | −5,6               | 0,0                | 5,6                | 10,0               | 15,6               | 15,6               | 8,9                | 0,0                | −6,7               | −10,6              | −14,4              |
| Норма опадів, мм        | 85                 | 81                 | 110                | 68                 | 63                 | 181                | 154                | 162                | 112                | 73                 | 52                 | 60                 | 1202               |
| Днів з опадами          | 8,9                | 7,2                | 7,9                | 5,8                | 6,5                | 14,7               | 15,4               | 16,1               | 11,6               | 7,3                | 6,1                | 6,9                | 114,4              |
| ----------------------- | ------------------ | ------------------ | ------------------ | ------------------ | ------------------ | ------------------ | ------------------ | ------------------ | ------------------ | ------------------ | ------------------ | ------------------ | ------------------ |
| Джерело: NOAA           |                    |                    |                    |                    |                    |                    |                    |                    |                    |                    |                    |                    |                    |

## Демографія
Згідно з переписом 2010 року, у місті мешкали 124 354 особи в 51 029 домогосподарствах у складі 20 424 родин. Густота населення становила 770 осіб/км².  Було 57576 помешкань (356/км²).
Расовий склад населення:
| - 64,9 % — білих - 23,0 % — чорних або афроамериканців - 6,9 % — азіатів - 0,3 % — корінних американців - 0,1 % — вихідців з тихоокеанських островів - 1,9 % — осіб інших рас |

До двох чи більше рас належало 2,9 %. Частка іспаномовних становила 10,0 % від усіх жителів.
За віковим діапазоном населення розподілялося таким чином: 13,4 % — особи молодші 18 років, 78,3 % — особи у віці 18—64 років, 8,3 % — особи у віці 65 років та старші. Медіана віку мешканця становила 24,9 року. На 100 осіб жіночої статі у місті припадало 93,9 чоловіків;  на 100 жінок у віці від 18 років та старших — 92,5 чоловіків також старших 18 років.
Середній дохід на одне домашнє господарство  становив 48 568 доларів США (медіана — 31 818), а середній дохід на одну сім'ю — 70 004 долари (медіана — 53 784). Медіана доходів становила 39 607 доларів для чоловіків та 32 727 доларів для жінок. За межею бідності перебувало 35,6 % осіб, у тому числі 31,3 % дітей у віці до 18 років та 10,0 % осіб у віці 65 років та старших.
Цивільне працевлаштоване населення становило 58 052 особи. Основні галузі зайнятості: освіта, охорона здоров'я та соціальна допомога — 39,3 %, мистецтво, розваги та відпочинок — 15,4 %, роздрібна торгівля — 12,1 %.

## Економіка
Ґейнсвілл має розвинутий залізничний вузол, що на початку спеціалізувався на відправці бавовни. До заморозків 1899 року місцевість була центром вирощування цитрусових, що перебрався на південь у округу міста Орландо. Видобуток фосфатів й вирубка лісу.

## Музеї
- Музей мистецтва Самуеля П. Харна

## Відомі особистості
В поселенні народився:
- Чарльз Бредлі (1948—2017) — американський фанк, соул і ритм-енд-блюз співак.